# Boris III của Bulgaria
Boris III (Tiếng Bulgaria: Борѝс III; sinh ngày 30/01/1894 - mất ngày 28/08/1943), tên đầy đủ là Boris Klemens Robert Maria Pius Ludwig Stanislaus Xaver (Boris Clement Robert Mary Pius Louis Stanislaus Xavier). Ông là Sa hoàng thứ 2 của Vương quốc Bulgaria, đến từ Nhà Saxe-Coburg và Gotha-Koháry, và trị vì Bulgaria từ năm 1918 cho đến khi qua đời vào năm 1943.
Boris là con trai cả của Sa hoàng Ferdinand I của Bulgaria, cha ông đã phải tuyên bố thoái vị vào năm 1918, sau khi Bulgaria thất bại trong Chiến tranh Thế giới thứ nhất, Boris lên ngôi vua với vương hiệu là Boris III. Theo Hoà ước Neuilly năm 1919, Bulgaria buộc phải nhượng lại nhiều lãnh thổ khác nhau, bồi thường chiến tranh và cắt giảm quân đội. Cùng năm đó, Aleksandar Stamboliyski của Liên minh Nông dân Quốc gia Bulgaria ở thành thủ tướng.
Sau khi Stamboliyski bị lật đổ trong một cuộc đảo chính năm 1923, Sa hoàng Boris công nhận chính phủ mới của Aleksandar Tsankov, người đã mạnh tay đàn áp Đảng Cộng sản Bulgaria và lãnh đạo đất nước vượt qua một cuộc chiến tranh biên giới ngắn với Hy Lạp. Tsankov bị tước bỏ quyền lực vào năm 1926, và một loạt các thủ tướng tiếp theo lên thay cho đến năm 1934, khi phong trào Zveno theo chủ nghĩa tập thể tổ chức một cuộc đảo chính và đặt tất cả các đảng chính trị ra ngoài vòng pháp luật. Boris chống lại chính phủ Zveno và lật đổ họ vào năm 1935, cuối cùng đưa Georgi Kyoseivanov lên làm thủ tướng. Trong phần còn lại của triều đại của mình, Boris đã cai trị đất nước như một vị vua chuyên chế.
Khi Chiến tranh Thế giới thứ hai bùng nổ, Bulgaria ban đầu giữ thái độ trung lập. Năm 1940, Bogdan Filov thay thế Kyoseivanov làm thủ tướng, trở thành thủ tướng cuối cùng phục vụ dưới thời Sa hoàng Boris. Cuối năm đó, với sự hỗ trợ của Đức Quốc xã, Bulgaria đã nhận vùng Nam Dobrudja từ Romania như một phần của Hiệp ước Craiova. Vào tháng 01/1941, Boris thông qua Luật chống Do Thái để bảo vệ dân tộc, trong đó từ chối quyền công dân với người Do Thái ở Bulgaria và đặt ra nhiều hạn chế đối với họ. Vào tháng 03, Bulgaria gia nhập Phe Trục. Đổi lại Bulgaria nhận được phần lớn lãnh thổ của Macedonia và Thrace. boris từ chối tham gia vào các cuộc xâm lược của Đức vào Liên Xô và cố gắng chống lại nỗ lực của người Đức nhằm trục xuất người Do Thái Bulgaria như một phần của Kế hoạch Holocaust. Năm 1942, Zveno, Liên minh Dân tộc Nông nghiệp, Đảng Cộng sản Bulgaria, và nhiều nhóm cực tả khác đã thống nhất thành lập một phong trào kháng chiến được gọi là Mặt trận Tổ quốc, sau này sẽ tiến hành lật đổ chính phủ vào năm 1944. Vào tháng 8 năm 1943, ngay sau khi trở về từ chuyến thăm Đức, Boris qua đời ở tuổi 49. Con trai sáu tuổi của ông, Simeon II, kế vị ông làm sa hoàng.